# Vladimír Mandl

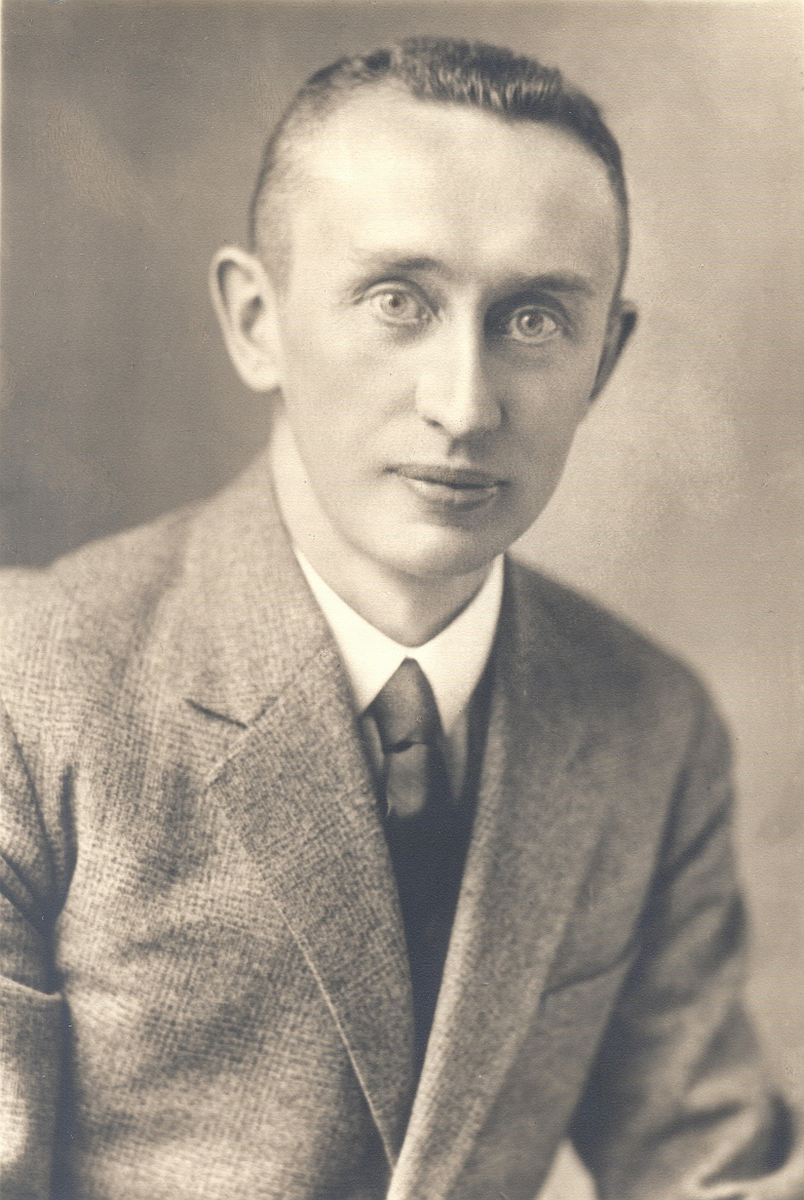
Vladimír Mandl

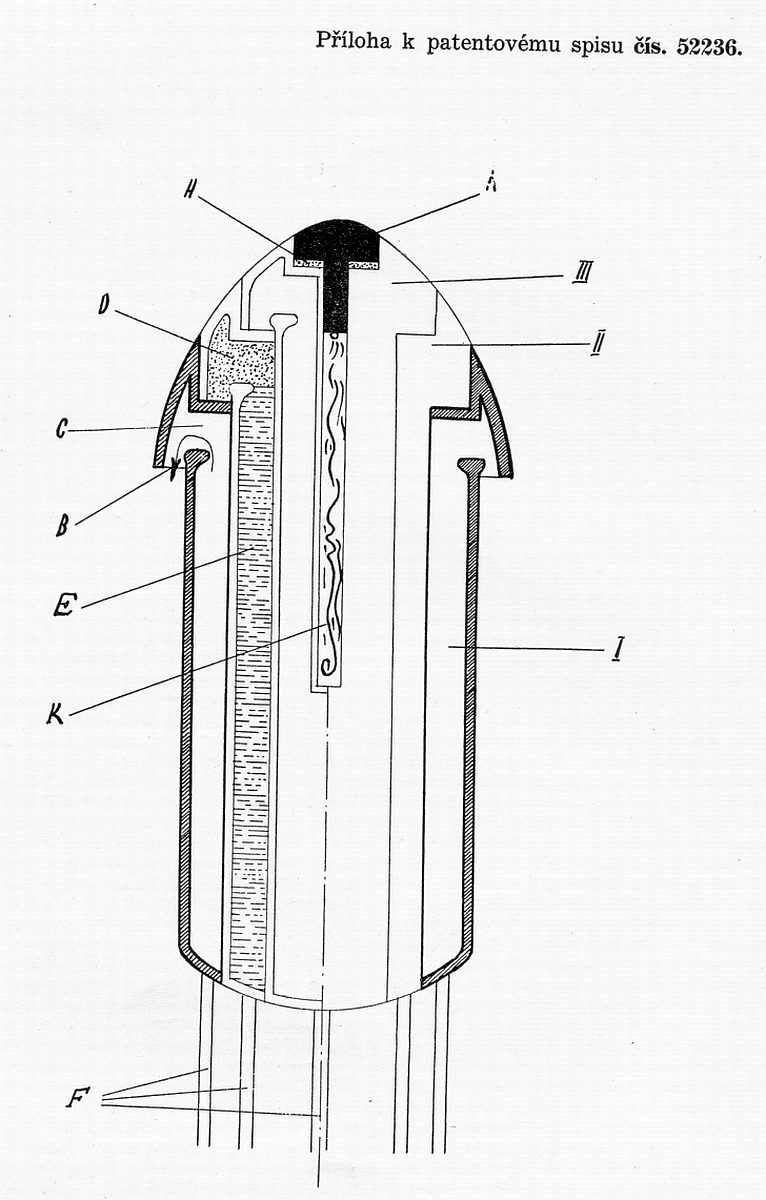
Anhang zum Patent Nr. 52236 der Klasse 46d – Mehrstufen-Hochleistungsrakete

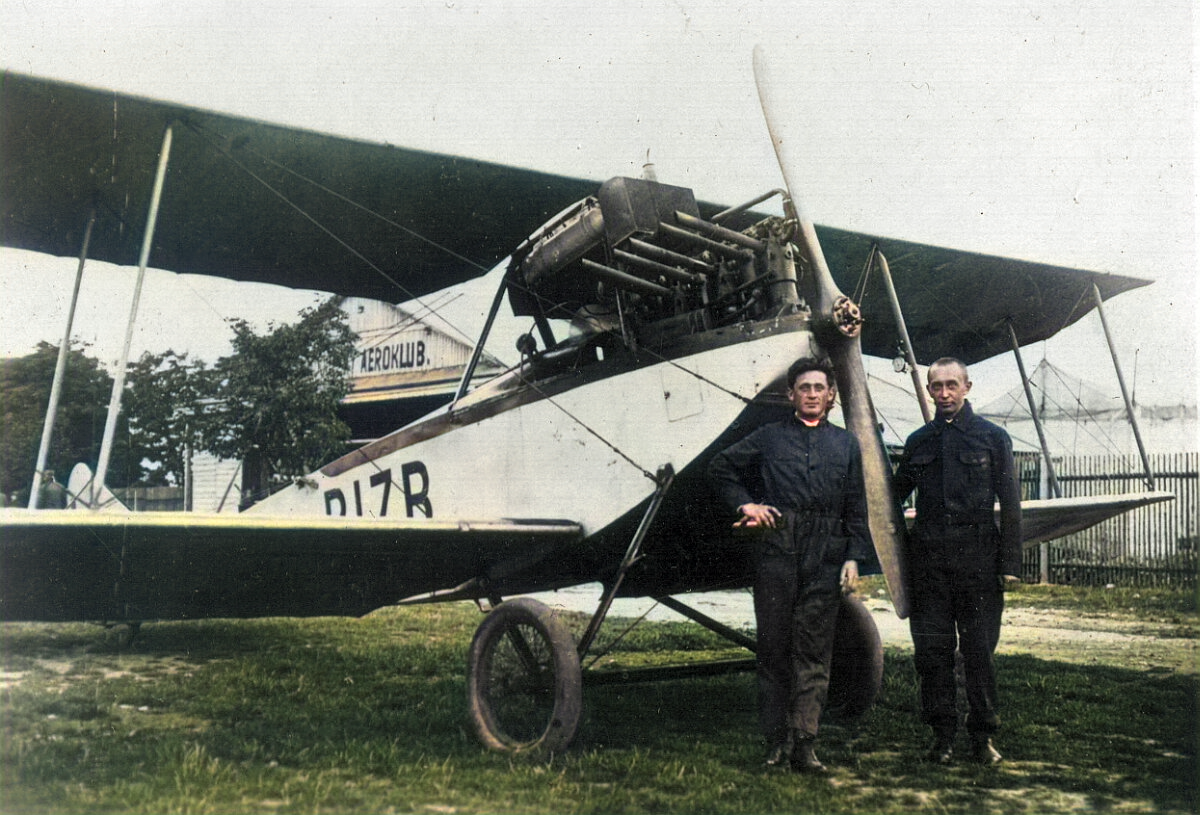
Vladimír Mandl im Fluganzug (rechts im Bild)

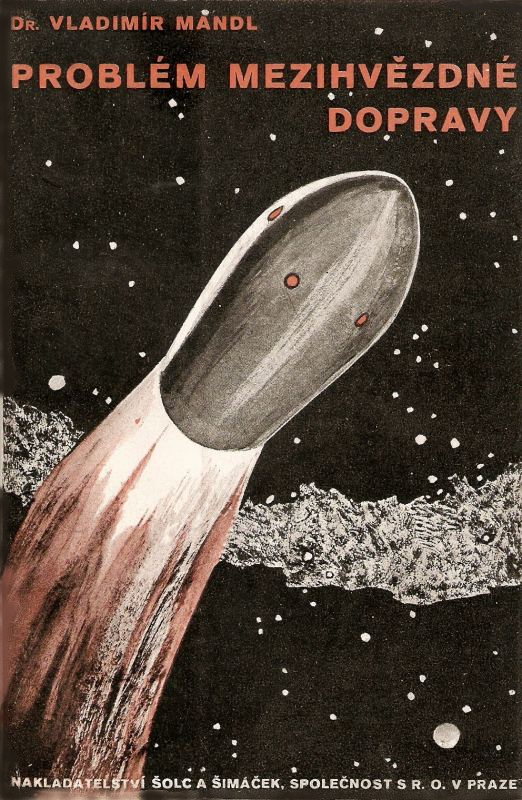
Illustration auf dem Titelblatt des Buches „Das Problem des interstellaren Transports“.

Vladimír Mandl (* 20. März 1899 in Pilsen; † 8. Januar 1941 ebenda) war ein tschechoslowakischer Rechtswissenschaftler und Hochschullehrer. Er verfasste Schriften zum Luftfahrtrecht und die erste Monographie zum Weltraumrecht.

## Leben
Vladimír Mandl wurde am 20. März 1899 in Pilsen als Sohn des angesehenen Rechtsanwalts und Politikers Matouš Mandl (1865–1948) geboren. Er war ein Neffe des Malers Josef Mandl (1874–1933). Nach dem Besuch des Gymnasiums in Pilsen erwog er zunächst ein Studium der Ingenieurwissenschaften, entschloss sich aber dann zu einem Studium an der juristischen Fakultät der Karls-Universität Prag, im Seminar für Zivilprozessrecht von Professor Václav Hora. Dort graduierte Mandl am 24. November 1921 zum Magister. Anschließend arbeitete er für kurze Zeit in Prag im Gerichtsdienst und dann in der Pilsener Kanzlei seines Vaters. Nach seinem Anwaltsexamen eröffnete er am 1. März 1927 in Pilsen eine eigene Kanzlei.
Mandls erste Veröffentlichungen betrafen den Schwerpunkt seines Studiums, das Zivilprozessrecht. Zum zweiten Kongress tschechoslowakischer Anwälte legte er 1925 ein Papier zu Fragen der Beweiserhebung im Zivilprozess vor. Im Jahr 1926 erschien eine von ihm verfasste Monographie zum tschechoslowakischen Eherecht. Kurze Zeit später wandte sich Mandl juristischen Fragen zu, die aus dem technischen Fortschritt der letzten Jahrzehnte resultierten. Auf seine ersten Veröffentlichungen zum Zivilprozessrecht verfasste Mandl einige Aufsätze zum Automobilrecht. Diese veröffentlichte er 1929 zusammengefasst als Monographie.

### Luftfahrt- und Weltraumrecht
Nach einigen Zeitschriftenaufsätzen verfasste er 1928 eine Monographie zum Luftrecht, herausgegeben vom Westböhmischen Aeroklub in Pilsen. Neben dem tschechoslowakischen Luftverkehrsgesetz behandelte er darin Fragen internationaler Verträge, der Haftung und der Versicherung, und im letzten Kapitel den Luftkrieg. 1929 veröffentlichte er bei einem Verlag in Reichenberg einen deutschsprachigen Kommentar zum tschechoslowakischen Luftverkehrsgesetz. In Prag erschien 1932 Mandls Kommentar zum Pariser Luftfahrtabkommen und zum tschechoslowakischen Luftverkehrsgesetz. Mandls Interesse an der Luftfahrt war nicht nur rechtswissenschaftlicher Natur, 1929 erwarb er den Pilotenschein.
Am 20. Juni 1931 promovierte Mandl an der Friedrich-Alexander-Universität in Erlangen mit der Dissertation „Zivilistischer Aufbau des Schadenersatzrechtes“. Bereits seit 1930 hatte er an der Tschechischen Technischen Universität in Prag seine Monographie zum Luftfahrtrecht von 1928 als Habilitationsschrift eingereicht und eine Prüfungsvorlesung an der Fakultät für Maschinenbau und Elektrotechnik gehalten. Mandls Ernennung zum Privatdozenten für das „Recht der Industrieunternehmen“ wurde im September 1932 vom tschechoslowakischen Bildungsministerium bestätigt.

### Raketentechnik
In dieser Zeit studierte Mandl nicht nur intensiv die Literatur zu der Möglichkeit von Reisen in den Weltraum, er verfolgte auch die Versuche in der Raketentechnik aufmerksam. 1932 veröffentlichte er ein populärwissenschaftliches Werk in tschechischer Sprache zum Problem des interstellaren Transports. Darin lieferte er einen Überblick über die Arbeiten von Konstantin Ziolkowski, Hermann Oberth, Robert Goddard und weiteren Raketenforschern. In dem Buch war auch ein Bauplan für eine von Mandl selbst konstruierte mehrstufige Rakete zur Höhenforschung enthalten, die einen gemischten Antrieb mit festem und flüssigem Treibstoff hatte und die für eine Flughöhe von bis zu 250 Kilometern ausgelegt sein sollte. Mandl meldete die Rakete am 14. April 1932 in Tschechien zum Patent an, am 25. September 1933 wurde sie unter der Patentnummer 52236 der Klasse 46d in patentiert. Den Entwurf seiner Rakete veröffentlichte Mandl auch in Deutschland, in Leipzig erschien 1934 eine kurze Beschreibung unter dem Titel „Die Rakete zur Höhenforschung: Ein Beitrag zum Raumfahrtproblem“.

### Lehrtätigkeit
Beginnend mit dem Studienjahr 1933/1934 hielt Vladimír Mandl an der Tschechischen Technischen Universität Vorlesungen zum Recht der Industrieunternehmen. Er wird im Vorlesungsverzeichnis 1938/1939 zum letzten Mal genannt. Nach dem Münchner Abkommen vom September 1938 und dem Einmarsch deutscher Truppen am 15. März 1939 war die Lehre an den Hochschulen Tschechiens stark beeinträchtigt. Mit der Schließung aller Universitäten im November 1939, ausgelöst durch studentische Proteste gegen die deutsche Besatzung, endete Mandls Hochschultätigkeit.

### Luftfahrtmuseum
Bereits einige Jahre zuvor hatte Mandl damit begonnen, den Aufbau einer Luftfahrtabteilung im Technischen Nationalmuseum in Prag mit der Suche nach Dokumenten und Ausstellungsstücken zu unterstützen. In diesem Zusammenhang hatte er Luftfahrtausstellungen in Paris und München besucht, war 1937 im Luftfahrtmuseum in Moskau und reiste 1938 zur Luftfahrtsammlung der Smithsonian Institution in Washington. Über seine Besuche der Ausstellungen in Washington und Moskau berichtete Mandl später in tschechischen Luftfahrtzeitschriften.

### Krankheit und Tod
Ende 1940, Mandl hatte wegen einer Tuberkuloseerkrankung bereits Monate in einem Sanatorium zugebracht, verschlechterte sich sein Gesundheitszustand. Vladimír Mandl starb im Alter von 41 Jahren am 8. Januar 1941 in Pilsen. Er wurde am 13. Januar auf dem Zentralfriedhof der Stadt im Grab der Familie Mandl beigesetzt.

## Raumfahrtrecht
Bereits in den 1920er Jahren hatte es einzelne Veröffentlichungen zum Weltraumrecht gegeben. Dabei handelte es sich um Erwähnungen des Weltraumrechts am Rande, innerhalb von Schriften zum Luftfahrtrecht, oder um die Behandlung von einzelnen Aspekten. Vladimír Mandls Schrift „Das Weltraum-Recht. Ein Problem der Raumfahrt“ war 1932 die erste Veröffentlichung, die das Weltraumrecht als eigenständiges Rechtsgebiet darstellte. Dabei war die Herausgabe mit Schwierigkeiten verbunden. Mandl wollte mit der Veröffentlichung in deutscher Sprache einen größeren Leserkreis ansprechen, doch kein Verlag fand sich zur Herausgabe bereit. Schließlich konnte er die 48 Seiten umfassende Schrift auf eigene Kosten vom Verlag J. Bensheimer veröffentlichen lassen. Von der ohnehin sehr geringen Auflage wurden nur etwa 25 Exemplare verkauft.
Mandl versucht in seiner Veröffentlichung die Rechtsfragen aufzuzeigen, die sich aus einem Gelingen der Raumfahrt ergeben würden. Dabei stellt er das Weltraumrecht als eigenständiges Rechtsgebiet neben das Seerecht und das Luftfahrtrecht. Zur Erläuterung führte er an, dass für alle Angelegenheiten der Raumfahrt die speziellen Eigenschaften des Weltraums entscheidend seien, so wie die Eigenschaften der See für die Seefahrt und die der Luft für die Luftfahrt.
Im ersten Teil der Schrift, zur gegenwärtigen Situation, untersuchte Mandl die Beziehungen von bürgerlichem Recht, öffentlichem Recht und Völkerrecht zur Raumfahrt. Seine Ansicht, Betreiber und Eigentümer von Weltraumobjekten sollten für jegliche Personen- und Sachschäden, die durch den Betrieb von Weltraumobjekten verursacht werden uneingeschränkt haften, hatte Mandl bereits in früheren Veröffentlichungen zur Gefährdungshaftung von Industrieunternehmen dargelegt.
Im zweiten Teil seiner Veröffentlichung behandelte Mandl in der Zukunft zu erwartende Auswirkungen der Raumfahrt auf Wirtschaft, Kultur und die Begriffe „Staat“ und „Recht“. Hier stellte er sich gegen die damals gängige Vorstellung uneingeschränkter staatlicher Souveränität im Weltraum. Mandl war der Auffassung, dass die staatlichen Souveränitätsansprüche nur für den Teil des Luftraums anzuerkennen seien, in dem der Staat auch eine tatsächliche Kontrolle ausübe. Jenseits der Atmosphäre sei ein Raum, der keinerlei Verbindung zur Erde aufweise, und somit auch nicht zu einem bestimmten Teil der Erdoberfläche gehöre. In diesem Raum gebe es keine staatliche Macht, und das Reisen sei uneingeschränkt. Ihm widersprach zwei Jahre später der sowjetische Jurist Jewgeni A. Korowin. Dieser vertrat die Auffassung, dass von Flügen über dem Territorium eines Staates unabhängig von Höhe und Geschwindigkeit Gefahren ausgingen, gegen die sich die betroffenen Staaten schützten müssten.
Mandl erörterte bereits Aspekte des Weltraumrechts, die Jahrzehnte später mit dem Mondvertrag von 1967 und dem Weltraumhaftungsübereinkommen von 1972 umgesetzt wurden. Eine andere Vision Mandls, die menschliche Besiedlung von Himmelskörpern, ist heute im Zusammenhang mit der ständig besetzten Internationalen Raumstation ISS und den Spekulationen über bemannte Flüge zum Mars aktuell. Die mögliche Nutzung des Weltraums für militärische Zwecke war hingegen ein Bereich in dem Mandl die technischen Entwicklungen unterschätzte. Er nahm an, dass Raumschiffe zu Kriegszwecken nur eine untergeordnete Rolle bei der Unterstützung von Kriegshandlungen zu Lande, zu Wasser und in der Luft spielen werden. Damit sah er weder die fünfzig Jahre später geplante Satellitenabwehr im Weltraum, noch die Ablehnung einer militärischen Nutzung des Weltraums durch die Völkergemeinschaft voraus.

## Kritik und späte Würdigung
In einer Buchbesprechung von 1933 kritisierte der deutsche Rechtswissenschaftler und Professor für Luftrecht Rüdiger Schleicher Mandls Monographie scharf. Alles Recht sei „in irgendeiner Weise Ordnung menschlicher Interessen, Lösung von Interessengegensätzen“. Seien solche noch nicht sichtbar dürfe sich der Jurist nicht mit ihnen befassen. Mandls Prüfungen, ob das Luftverkehrsgesetz, Überflug- und Landungsrechte oder die Gefährdungshaftung anzuwenden seien, dürften nicht Themen einer juristischen Schrift, sondern nur die eines Staatsromans sein, „der Utopia des Thomas Morus“.
Bis in die 1950er Jahre wurde von Mandls Schrift in der Fachwelt kaum Notiz genommen. Das änderte sich Anfang der 1950er Jahre, als das Interesse an Fragen des Weltraumrechts zunahm. Im ersten Jahrgang der von ihm herausgegebenen „Zeitschrift für Luftrecht“ berief sich Alex Meyer, seit Jahrzehnten führender Wissenschaftler im Luftrecht, zur Rechtfertigung des Abdrucks seiner ersten Veröffentlichung zum Weltraumrecht auf Vladimír Mandl. Dieser habe 20 Jahre zuvor schlicht an die Raumfahrt und das Weltraumrecht geglaubt. In der weltweit ersten Dissertationsschrift zum Weltraumrecht, 1953 an der Georg-August-Universität Göttingen eingereicht, nannte Welf Heinrich Prinz von Hannover Mandl „den Ersten“ unter den frühen Autoren des Weltraumrechts.
Ernst Fasan, damals Ehrendirektor des International Institute of Space Law (IISL), bezeichnete Mandl 1965 als den „Vater des Weltraumrechts“. Auf dem Zweiten Historischen Symposium der International Academy of Astronautics, das 1968 im Rahmen des XIX. International Astronautical Congress in New York stattfand, berichtete der Rechtswissenschaftler Vladimír Kopal über das Leben und Werk Vladimír Mandls. In den folgenden Jahrzehnten folgten gelegentliche Erwähnungen Mandls in den Veröffentlichungen und Vorlesungen Kopals. Auch der Völkerrechtler Gerhard Reintanz, seinerzeit Dekan der Juristischen Fakultät an der Martin-Luther-Universität in Halle an der Saale nannte Mandl 1965 einen der „Pioniere des Weltraumrechts“. Mit dem zunehmenden Bewusstsein, dass die Anfänge des Weltraumrechts von zeitgeschichtlichem Interesses sind, wurde Vladimír Mandls Leben und Wirken in den vergangenen Jahren in mehreren Veröffentlichungen gewürdigt.

## Schriften (Auswahl)
- Jakým způsobem bylo by upraviti předpisy o důkazu slyšením stran, zejména se zřetelem k odchylným předpisům rakouského i uherského soudního řádu?, Zweiter Kongress tschechoslowakischer Anwälte, Brünn 1925, 19 S., OCLC 85638110.
- Manželské procesní právo československé: studie (deutsch: Tschechoslowakisches Eherecht: Eine Studie), Selbstverlag, Pilsen 1926, 90 S., OCLC 85388226.
- Letecké právo (deutsch: Luftfahrtrecht), Západočeský Aeroklub (deutsch: Aeroklub von Westböhmen), Pilsen 1928, 96 S., OCLC 85288763.
- Das tschechoslowakische Luftverkehrs-Gesetz (Gesetz betreffend den Luftverkehr) vom 8. Juli 1925. Sammlung der Gesetze und Verordnungen Nr 172. Erläutert von Vladimír Mandl (=Stiepels Gesetz-Sammlung des tschechoslowakischen Staates, Folge 53), Gebrüder Stiepel GmbH, Reichenberg 1929, 70 S., OCLC 43593138.
- Automobilovy zakon z 9.srpna 1908 a jeho reforma (deutsch: Das Automobilgesetz vom 9. August 1908 und seine Reform) (=Sbírka spisu právnických a národo hospodářských, Heft 41), Barvič a Novotný, Brünn 1929, 57 S., OCLC 35400976.
- Zivilistischer Aufbau des Schadenersatzrechtes, Dissertation, Friedrich-Alexander-Universität, Erlangen 1931, 116 S., OCLC 71957607.
- Zivilistischer Aufbau des Schadenersatzrechtes. Ein rechtstheoretischer Versuch, M. & H. Marcus, Breslau 1932, 185 S., OCLC 25520593.
- Problem mezihvězdné dopravy (deutsch: Das Problem des interstellaren Transports), Nakladatelstvǐ Šolc a Šimáček, Prag 1932, 100 S., OCLC 6880655.
- Mezinárodní úmluva o úpravě letectví ze dne 13. října 1919, československý zákon o letectví ze dne 8. července 1925 (deutsch: Internationales Übereinkommen über Luftrecht vom 13. Oktober 1919, Tschechoslowakisches Luftfahrtgesetz vom 8. Juli 1925), František Řivnáč, Prag 1932, 26 S., OCLC 85516471.
- Podnikatelská zodpovědnost za škody : Přednáška z práva průmyslového (deutsch: Unternehmerische Haftung für Schäden. Vorlesungen über gewerbliche Schadenshaftung), J. Otto, Prag 1932, 56 S., OCLC 85516473.
- Das Weltraum-Recht. Ein Problem der Raumfahrt, J. Bensheimer Verlag, Mannheim, Berlin, Leipzig 1932, 48 Seiten, Digitalisat einer englischen Übersetzung, abgerufen am 3. Februar 2014, OCLC 6535719.
- Les aérodromes. In: Revue générale de droit aérien, 1933, 6 S., ISSN 1245-5644
- Pravovárečná měšťanstva v Čechách (deutsch: Die Brauprivilegien böhmischer Bürger) (=Sbírka spisů právnických a národohospodářských, Heft 66), Orbis, Brünn 1933, 27. S., OCLC 79223052.
- Die Rakete zur Höhenforschung: Ein Beitrag zum Raumfahrtproblem, Hachmeister & Thal, Leipzig 1934, 16 S. (herausgegeben vom Verein „Fortschrittliche Verkehrstechnik e.V.“), OCLC 29768328.
- Technokracie, hospodářský systém budoucnosti? (deutsch: Technokratie, Wirtschaftssystem der Zukunft?), Šolc a Šimáček, Prag 1934, 114 S., OCLC 85524807.
- Le parachute. In: Revue générale de droit aérien, Nummer 2–4, 1935, ISSN 1245-5644
- Essays of a European technocrat, Wetzel Publishing, Los Angeles, CA 1936, 79 S., OCLC 613120097.
- Aero-muzej im. M.V.Frunze v Moskve. In: Letectvi (deutsch: Luftfahrt), August 1937, S. 365.
- Aircraft Building ve Washingtone, U.S.A. In: Letec (deutsch: Flieger), Oktober–November 1938, S. 165.
- Válka a mír  (deutsch: Krieg und Frieden), Selbstverlag, Pilsen 1938, 19 S., OCLC 85610096.
- Právní soustava německé říše : vyběr (deutsch: Das Rechtssystem des Deutschen Reiches: Wählen) (=Sbírka právních pojednání, Heft 26), Právnické knihkupectví a nakladatelství V. Linhart, Prag 1939, 128 S., OCLC 9847289.